# Bärenklau (Oberkrämer)
Bärenklau è una frazione del comune tedesco di Oberkrämer, nel Land del Brandeburgo.